# Liste der denkmalgeschützten Objekte in Greifenburg
Die Liste der denkmalgeschützten Objekte in Greifenburg enthält die 13 denkmalgeschützten, unbeweglichen Objekte der Gemeinde Greifenburg.

## Denkmäler
| Foto  |                 | Denkmal                                                                                     | Standort                                          | Beschreibung | Metadaten |
| ----- | --------------- | ------------------------------------------------------------------------------------------- | ------------------------------------------------- | --- | --- |
| ja    | Datei hochladen | Kath. Filialkirche Hl. Dreifaltigkeit HERIS-ID: 53393 Objekt-ID: 61345                      | Amlach Standort KG: Bruggen                       | Die Filialkirche zur Heiligen Dreifaltigkeit ist ein zweiachsiger Saal mit 4/8-Schluss, der aus der Zeit um das Jahr 1700 stammt. Das Gebäude hat eine nördlich angebaute Sakristei und wird von einem Dachreiter mit Spitzhelm bekrönt. Die Glocke stammt aus dem 15. Jahrhundert. Im Westen befindet sich ein großes Vordach, welches auf Holzstützen ruht. Vom flach gedeckten mit vier hohen Rundbogenfenstern versehenen Schiff gelangt man über den rundbogigen Triumphbogen in den Chor mit gotisierendem Gratgewölbe. Der Hochaltar wurde um 1670 gefertigt und ist mit reichem Knorpelwerkdekor versehen. Er zeigt eine Schnitzgruppe Heilige Dreifaltigkeit und im Oberbild den heiligen Michael. Beide Seitenaltäre stammen vom Ende des 17. Jahrhunderts; im linken befindet sich eine Figur, die heilige Maria als Himmelskönigin darstellend, im rechten der heilige Augustinus. Auf der Empore ist ein großes Votivbild, das mit der Jahreszahl 1739 und „Johan Bürkhebner, Und seine 3 Weiber und 18 Kinder“ bezeichnet ist. Es zeigt in der Tradition des 16. Jahrhunderts kniende Figuren mit Greifenburg im Hintergrund. Ein zweites Votivbild befindet sich rechts neben dem Eingang mit der Darstellung eines Fuhrwerksunfalles.                                                                             | BDA-Hist.: Q38057018 Status: § 2a Stand der BDA-Liste: 2025-06-30 Name: Kath. Filialkirche Hl. Dreifaltigkeit GstNr.: .24                                                                          |
| ja    | Datei hochladen | Ehem. Hieronymitanerkloster, Pfarrhof HERIS-ID: 93198 Objekt-ID: 108208                     | Waisach 1 Standort KG: Bruggen                    | Das Hieronymitanerkloster wurde 1746 gegründet, jedoch bereits im Jahr 1786 wieder aufgehoben. Im Gebäude befindet sich die dem göttlichen Christkind geweihte Kapelle (das ursprüngliche Refektorium), an deren Flachdecke sich ein Gemälde des Abendmahles befindet. Die zwei Altäre stammen aus der Mitte des 18. Jahrhunderts. Der Kirchenbau an der Südseite wurde zwar fertiggestellt, jedoch nicht mehr geweiht und nach der Auflösung des Ordens 1819 im Jahre 1836 wieder abgerissen. Das Klostergebäude wurde als Spital und Armenhaus verwendet, später in ein Pfarrhaus und eine Schule geteilt, 1907 entstand ein Anbau für die zweiklassige Schule. 1927 errichteten die Missionare vom Heiligsten Herzen Jesu aus Liefering hier für zwei Jahre ein Noviziat, das ehemalige Refektorium wurde zur Kapelle umfunktioniert. Das Kloster diente im Zweiten Weltkrieg der Wehrmacht, nach dem Krieg der Englischen Besatzung. 1947 übernahm die Kongregation der Missionare vom Kostbaren Blut die Pfarre Waisach. 1972 wurde die Volksschule nach Greifenburg übersiedelt, 1982 auch die Pfarre Waisach mit der Pfarre Greifenburg zusammengelegt. 2012 wurde die Kapelle profaniert. | BDA-Hist.: Q37761631 Status: § 2a Stand der BDA-Liste: 2025-06-30 Name: Ehem. Hieronymitanerkloster, Pfarrhof GstNr.: 1449/1 Former Hieronymitanerkloster, Pfarrhof, Waisach                       |
| ja    | Datei hochladen | Kath. Pfarrkirche hl. Nikolaus mit ehem. Friedhof HERIS-ID: 55129 Objekt-ID: 63671          | Waisach Standort KG: Bruggen                      | Die Kirche wurde in der ersten Hälfte des 15. Jahrhunderts errichtet; der Südturm erhielt später einen barocken Zwiebelhelm. Das dreijochige Schiff weist ein Netzrippengewölbe, der Chor ein Kreuzrippengewölbe auf. 1988 wurden im Chor barocke Fresken freigelegt. Der Hochaltar ist mit 1713 bezeichnet. | BDA-Hist.: Q38063833 Status: § 2a Stand der BDA-Liste: 2025-06-30 Name: Kath. Pfarrkirche hl. Nikolaus mit ehem. Friedhof GstNr.: .57 Pfarrkirche Waisach                                          |
| ja BW | Datei hochladen | Friedhofskirche hl. Veit mit Friedhofsmauer HERIS-ID: 57703 Objekt-ID: 67971                | östlich Amberg 22 Standort KG: Greifenburg        | Die dem heiligen Veit geweihte Friedhofskirche wurde urkundlich erstmals 1267/1268 erwähnt. Der Bau ist spätgotisch, wurde jedoch barock verändert. Im Westen ist eine offene Pfeilervorhalle angebaut. Nördlich vom Chor befindet sich die gotische Sakristei und über ihr der hölzerne Kirchturm, der von einem Zwiebelhelm bekrönt wird. Das zweiachsige, mit barocken Rundbogenfenster versehene Langhaus ist flachgedeckt und gleich breit aber etwas niedriger als der Chor. Letzterer ist zweijochig und weist einen 4/6-Schluss auf. Sein Netzrippengewölbe ruht auf abgefasten Wandvorlagen. Das Maßwerk der zwei Chorfenster ist ursprünglich. Das Sakristei und Chor verbindende Portal ist spitzbogig und profiliert. Langhaus und Chor sind über einen eingezogenen, gekehlten, spitzbogigen Triumphbogen verbunden. Das spätgotische Westportal ist rundbogig und abgefast. Der Hochaltar stammt aus dem späten 17. Jahrhundert (die Bilder und Skulpturen wurden 1973 entwendet). Die Grabsteine in der Vorhalle stammen vorwiegend aus dem 18. und 19. Jahrhundert. Die westlichen Vorhallenpfeiler zeigen zwei eingemauerte, römerzeitliche Inschriftensteine. Die Grabinschrift der einheimischen Familie der Antestii ist fragmentarisch erhalten (Gaius Antestius Ambudsuilus war Bürgermeister von Teurnia). | BDA-Hist.: Q38078049 Status: § 2a Stand der BDA-Liste: 2025-06-30 Name: Friedhofskirche hl. Veit mit Friedhofsmauer GstNr.: .3 Friedhof Greifenburg                                                |
| ja    | Datei hochladen | Aufnahmsgebäude und Stellwerk HERIS-ID: 53796 Objekt-ID: 61838                              | Bahnhofstraße 108 Standort KG: Greifenburg        | Das Aufnahmegebäude des Bahnhofs Greifenburg wurde 1871 errichtet und besteht aus einem zweigeschoßigen Quertrakt über einem rechteckigen Grundriss. Der Quertrakt ist von einem Satteldach gedeckt und weist holzverschalte Giebel auf. Die Steinfassade wird durch glatte Fensterumrahmungen akzentuiert. Das Stellwerk befindet sich westlich des Aufnahmegebäudes und wurde Ende des 19. Jahrhunderts errichtet. Der eingeschoßige, von einem Satteldach gedeckte, Holzriegelbau ruht auf einem Steinsockel. Die Fenster sind großflächig und kleingesprosst. | BDA-Hist.: Q38058506 Status: Bescheid Stand der BDA-Liste: 2025-06-30 Name: Aufnahmsgebäude und Stellwerk GstNr.: 548/1 Bahnhof Greifenburg                                                        |
| ja    | Datei hochladen | Schloss Greifenburg HERIS-ID: 35574 Objekt-ID: 34358                                        | Gnoppnitzstraße 1 Standort KG: Greifenburg        | Anlage aus viergeschoßigem Schlossbau im Norden, im Kern späthochmittelalterliche Burg der ersten Hälfte des 13. Jahrhunderts und sogenannter Unterer Burg, einer zweiten Burganlage oberhalb der Pfarrkirche. Vorburg und Untere Burg in der zweiten Hälfte des 17. Jahrhunderts bastionsartig zusammengebaut. Erweiterung des ehemaligen Burghofes und Ausbau der Burg zu einem Schloss, Eingang auf die Südseite verlegt. Mächtiger Bau 1676 unter Krüppelwalmdach und Türmchenerker. Inschrift 1676 des Grafen Georg Niklas von Rosenberg und seine Gemahlin Sidonia. Anfang des 19. Jahrhunderts Ausbau des obersten Geschoßes und neue Fassadengestaltung, Anlage eines Gartens vor der Hauptburg. Haupttor mit Inschrift Fürst Franz Orsini Rosenberg. Anfang des 19. Jahrhunderts Verwendung als Gerichtsgebäude. Vorburg, hakenförmiger Nebentrakt im Norden teilweise abgebrochen. Neuadaptierung seit 1972, 1983 teilweise Freilegung des östlichen Abschnittes der Basteimauer und gequaderter Ostecke (Gesamtbereich mit unterirdischen Räumen). In den letzten Jahren rustizierte Fenstergewände des 17. Jahrhunderts an der Nordseite des Schlosses freigelegt, Gesamtrestaurierung 1980–1984, 1998 Anbau. | BDA-Hist.: Q37965377 Status: Bescheid Stand der BDA-Liste: 2025-06-30 Name: Schloss Greifenburg GstNr.: .148 Schloss Greifenburg                                                                   |
| ja    | Datei hochladen | Kath. Pfarrkirche hl. Katharina mit ehem. Kirchhof HERIS-ID: 53797 Objekt-ID: 61846         | hinter Hauptstraße 30 Standort KG: Greifenburg    | Die Pfarrkirche ist ein im Kern spätgotischer Bau, der in der Barockzeit verändert und 1851 restauriert wurde. An das dreischiffige Hallenlanghaus schließt im Osten der gleich hohe Chor an. Der gotische Turm nördlich des Chores erhielt einen barocken Zwiebelhelm. Der Hochaltar weist eine romantisierende Säulenarchitektur aus dem Jahr 1842 auf. | BDA-Hist.: Q38058514 Status: § 2a Stand der BDA-Liste: 2025-06-30 Name: Kath. Pfarrkirche hl. Katharina mit ehem. Kirchhof GstNr.: .171, 1267/8 Kath. Pfarrkirche hl. Katharina mit ehem. Kirchhof |
| ja    | Datei hochladen | Mauthaus HERIS-ID: 93202 Objekt-ID: 108212                                                  | Hauptstraße 106 Standort KG: Greifenburg          | Das Gebäude wurde zur Einhebung der Brückenmaut errichtet, die der Markt Greifenburg ab 1786 einhob. 2007 wurde es für Ausstellungszwecke adaptiert und mit einer Lärchenschindeleindeckung versehen. | BDA-Hist.: Q37761671 Status: § 2a Stand der BDA-Liste: 2025-06-30 Name: Mauthaus GstNr.: .129 Mauthaus Greifenburg                                                                                 |
| ja    | Datei hochladen | Figur Bronzegreif HERIS-ID: 93201 Objekt-ID: 108211                                         | Hauptstraße 240 Standort KG: Greifenburg          | Der Bronzegreif ist mit AD. Hafner bezeichnet und wurde um 1900 hergestellt. Er stammt ursprünglich von der Salztorbrücke in Wien. | BDA-Hist.: Q37761661 Status: § 2a Stand der BDA-Liste: 2025-06-30 Name: Figur Bronzegreif GstNr.: 420/1 Bronzegreif Greifenburg                                                                    |
| ja    | Datei hochladen | Pfarrhof HERIS-ID: 93200 Objekt-ID: 108210                                                  | Pfarrhofgasse 41 Standort KG: Greifenburg         | Der Pfarrhof ist ein zweigeschoßiger, im Kern barocker Bau mit einem Schopfwalmdach. Die Fassade wurde Anfang des 20. Jahrhunderts erneuert. | BDA-Hist.: Q37761649 Status: § 2a Stand der BDA-Liste: 2025-06-30 Name: Pfarrhof GstNr.: .184 |
| ja    | Datei hochladen | Platzschmiede HERIS-ID: 245987seit 2024                                                     | bei Schloßgasse 11 Standort KG: Greifenburg       | | BDA-Hist.: Q126122358 Status: Bescheid Stand der BDA-Liste: 2025-06-30 Name: Platzschmiede GstNr.: .137                                                                                            |
| ja    | Datei hochladen | Fleischbankl HERIS-ID: 93203 Objekt-ID: 108213                                              | Tirolerstraße 42 Standort KG: Greifenburg         | | BDA-Hist.: Q37761681 Status: § 2a Stand der BDA-Liste: 2025-06-30 Name: Fleischbankl GstNr.: .136 Fleischbankl Greifenburg                                                                         |
| ja    | Datei hochladen | Kath. Filialkirche Seligste Jungfrau Maria (Maria Krönung) HERIS-ID: 53766 Objekt-ID: 61796 | nordwestlich Gnoppnitz 26 Standort KG: Kerschbaum | Die im Jahr 1892 errichtete Kirche zur Seligsten Jungfrau Maria wird von einem Dachreiter mit Spitzhelm bekrönt. Das Gebäude wurde 1963 nach Westen hin erweitert. Bei Restaurierungsarbeiten wurden Malereien in der Apsis und spätklassizistischer Pilasterdekor freigelegt. Der barockisierende Hochaltar mit einem Bild der Krönung Mariae stammt aus der Mitte des 19. Jahrhunderts. | BDA-Hist.: Q38058407 Status: § 2a Stand der BDA-Liste: 2025-06-30 Name: Kath. Filialkirche Seligste Jungfrau Maria (Maria Krönung) GstNr.: .113/1 Filialkirche Seligste Jungfrau Maria, Gnoppnitz  |